# Standing Hampton
| Recensione | Giudizio |
| ---------- | -------- |
| AllMusic   | [ 2 ]    |

Standing Hampton è il sesto album di Sammy Hagar, uscito nel 1981. Segna il passaggio all'etichetta discografica Geffen Records. È inoltre uno degli album di maggior successo per il cantante.

## Tracce
La canzone "Piece Of My Heart" è una cover di Janis Joplin.
1. I'll Fall In Love Again - 4:10 -  (Sammy Hagar)
2. There's Only One Way to Rock - 4:11 -  (Sammy Hagar)
3. Baby's on Fire - 3:31 -  (Sammy Hagar)
4. Can't Get Loose - 5:34 -  (Sammy Hagar)
5. Heavy Metal - 3:47 -  (Sammy Hagar, Jim Peterik)
6. Baby, It's You - 4:43 -  (Sammy Hagar)
7. Surrender - 3:12 -  (Chas Sanford)
8. Inside Lookin' In - 4:24 -  (Sammy Hagar)
9. Sweet Hitchhiker - 4:06 -  (Sammy Hagar, David Lauser)
10. Piece of My Heart - 3:55 -  (Bert Berns, Jerry Ragovoy)

## Formazione
- Sammy Hagar - voce, chitarra
- Gary Pihl - chitarra
- Bill Church - basso
- David Lauser - batteria